# Smyrnatapijt
Smyrnatapijten zijn tapijten die genoemd worden naar de havenstad Smyrna (tegenwoordig Izmir) in Anatolië. Een belangrijk deel van de handel in oosterse tapijten naar Europa verliep via deze stad. Het hoogtepunt van de tapijthandel in die stad was in de negentiende eeuw.
Smyrnagarens zijn sterke, dikke en over het algemeen zacht aanvoelende garens. Ze worden onder andere gebruikt voor het knopen van tapijten.